# Cambridge Springs
Cambridge Springs ist ein Borough in Crawford County im US-Bundesstaat Pennsylvania. Das U.S. Census Bureau hat bei der Volkszählung 2020 eine Einwohnerzahl von 2.590 ermittelt.

## Geografie
Koordinaten der Gemeinde sind: 41°48'8" Nord, 80°3'33" West. Cambridge Springs hat eine Fläche von 2,3 km² und keine Wasserflächen.

## Varia
1904 fand in Cambridge Springs eines der wichtigsten Schachturniere in der Geschichte statt. Sieger wurde Frank Marshall vor dem damaligen Schachweltmeister Emanuel Lasker und vierzehn anderen Spielern. Eine Variante des Damengambits, die im Turnier mehrfach Anwendung fand, wird seitdem Cambridge-Springs-Variante genannt.